# Villa Faraldi
Villa Faraldi este un oraș în regiunea Liguria, Italia.

Poziția în provincia Imperia

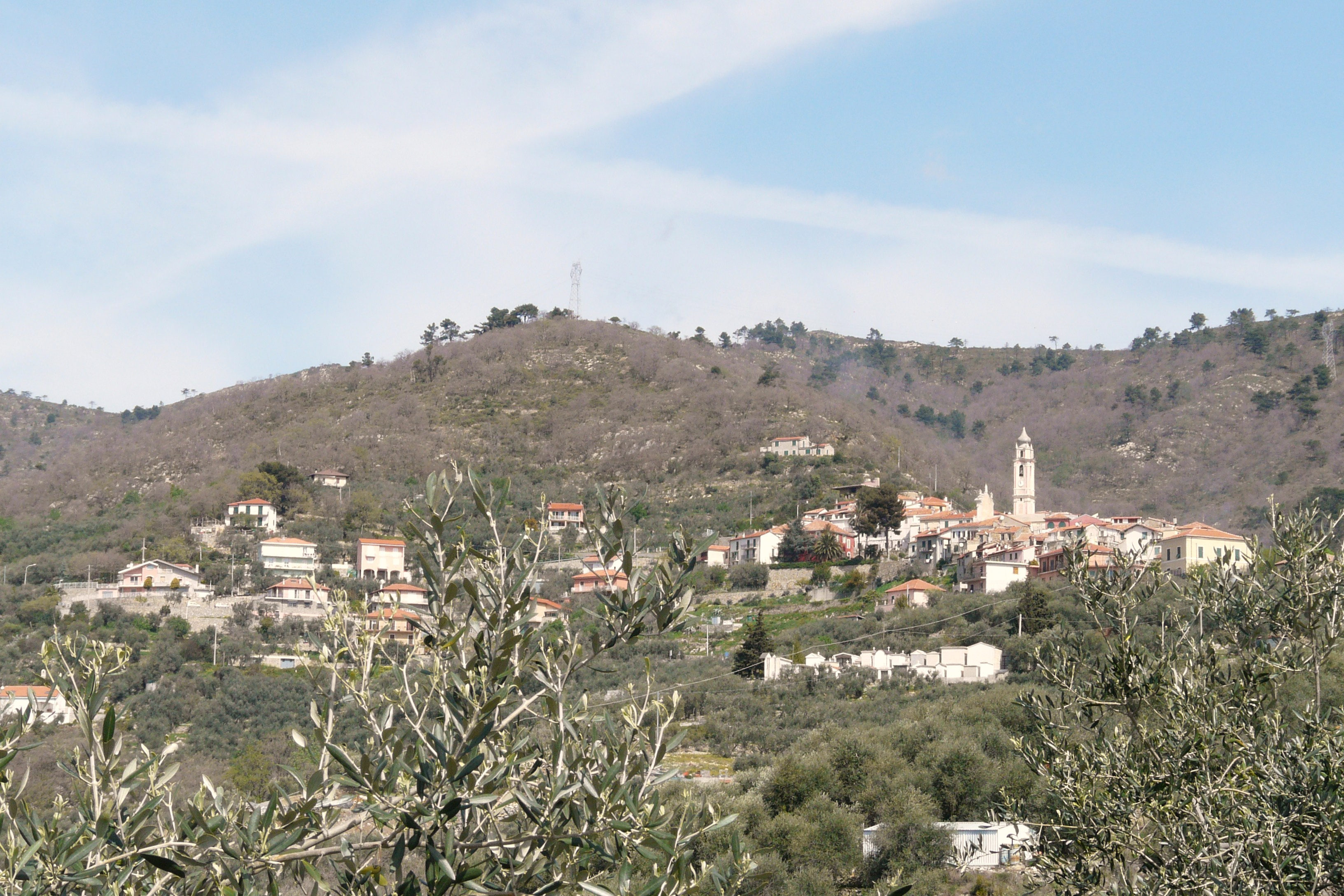
Villa Faraldi

## Demografie
Villa Faraldi - evoluția demografică

|  | Graficele sunt indisponibile din cauza unor probleme tehnice. Mai multe informații se găsesc la Phabricator și la wiki-ul MediaWiki. |

Date: Recensăminte sau birourile de statistică - grafică realizată de Wikipedia